# Eparchie černovická (PCU)
Eparchie Černovice je eparchie pravoslavné církve Ukrajiny.

## Území a titul biskupa
Zahrnuje správní hranice území Černovické oblasti.
Eparchiálnímu biskupovi náleží titul biskup černovický a bukovinský.

## Historie
Roku 1990 započalo na území Bukoviny hnutí za vytvoření místní ukrajinské pravoslavné církve. Stejného roku vznikla eparchie černovická a chotyňská Ukrajinské autokefální pravoslavné církve. Eparchie se poté stala součástí Ukrajinské pravoslavné církve Kyjevského patriarchátu.
Roku 2018 došlo ke spojení s Pravoslavnou církví Ukrajiny.

## Seznam biskupů
- 1990–2023 Danyjil (Kovalčuk)
  - od 2023 Ioasaf (Vasylykiv)